# Parents Television Council
O Parents Television Council (PTC) é um grupo de interesse sediado nos Estados Unidos, fundado pelo activista L. Brent Bozell III em 1995. Através de publicações no sítio na Internet, incluindo comentários de funcionários, relatórios de pesquisas não-científicas, e baseados em newsletters, o conselho proclama os programas de televisão e outros produtos de entretenimento que são benéficos ou prejudiciais para serem assistidos por crianças.